# 白杨河乡
白杨河乡，是中华人民共和国新疆维吾尔自治区昌吉回族自治州木垒哈萨克自治县下辖的一个乡镇级行政单位。

## 行政区划
白杨河乡下辖以下地区：
东村、西村、羊头泉村、一碗泉村、铁热斯阿尔克村、下泉村和西泉村。